# 内蒙古人民革命党
内蒙古人民革命党，简称内人党，于1925年10月正式建立的一个左翼政党，该党由一批受俄国十月革命和蒙古人民革命影响的内蒙古蒙古族人士在張家口成立，曾经在内蒙古历史上有一定影响，1930年代中期解散。
1945年抗戰勝利後，内蒙古人民革命党一部分老黨員宣布恢复该黨的活动，并建立内蒙古人民革命党东蒙古本部。1946年3月1月，内蒙古人民革命党正式宣布解散，其主要成员在此前后均加入中国共产党，该党事实上并入中国共产党。1947年4月20日，根据中國共產黨中央委員會《中共中央关于内蒙古自治问题给东北局的复示》，决定不再建立內蒙古人民革命黨。

## 历史

### 创建

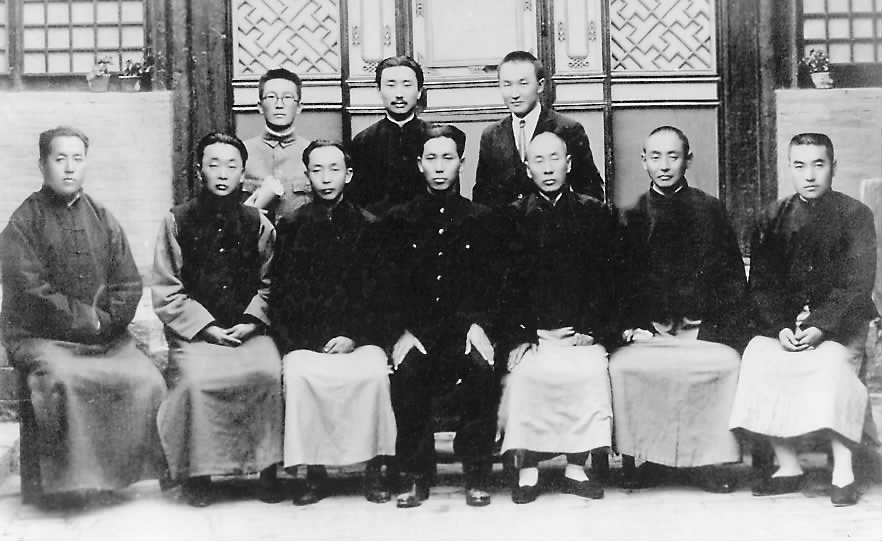
1925年10月，内蒙古人民革命党在张家口成立时，中央执行委员会常务委员同蒙古人民共和国及共产国际代表合影。前排左起：金永昌、福明泰、郭道甫、白云梯、乐景涛、包悦卿、李丹山；后排左一为宝音鄂木合（蒙古革命青年联盟中央委员会书记），左二为丹巴道尔吉（蒙古人民革命党中央委员会委员长），左三为奥齐罗夫（布里亚特人，共产国际代表）。

俄国十月革命及蒙古人民革命成功，使内蒙古的蒙古族人士开始成立政治组织以实现民族解放。1924年底至1925年初，正值孙中山赴北京并和李大钊共同发动国民会议运动之时，大批蒙古族青年知识分子、牧民运动领袖在北京集会，讨论召开内蒙古国民代表大会及成立内蒙古国民党事宜。起初，郭道甫发起成立了“中华民国蒙党执行会”，白云梯担任会长，共有7名会员。随后，1925年1月13日，“内蒙各盟旗各团体代表大会”（又称“内蒙国民代表大会预备会”）召开，50多人出席大会。大会通过了大会宣言，宣布内蒙古自治的六项主张，决定于1925年3月15日召开内蒙国民代表大会，并发表《致内蒙王公书》。但因3月1日至4月16日孙中山、李大钊主持召开了国民会议促成会全国代表大会，其间孙中山于3月12日在北京病逝，又因为北京政局发生变化，内蒙国民代表大会未能按原定时间举行。
共产国际驻内蒙古代表奥齐罗夫（Очиров，一译奥西洛夫，布里亚特人）、中共北方区委和中国国民党北京政治委员会负责人李大钊共同配合，指导了内蒙古人民革命党的创建工作。1925年9月，中国共产党又在《蒙古问题议决案》中作出了建立内蒙古人民革命党的决定。中国方面的研究由此认为该党是在中共和共产国际的影响下成立的，虽然外蒙古出身的两人在该党成立中的作用被内蒙古学者完全忽略了，但此时领导蒙古人民共和国的丹巴道尔吉对于内人党的影响却不容忽视，内蒙古人民革命党的蒙古文刊物《人民旬刊》充斥着大量介绍俄国、外蒙古革命建设情况的内容，表达了内蒙古人民对蒙古人民共和国的向往，还呼吁内蒙古各盟旗发动革命、仿效蒙古人民党废除封建王公制度。後因北京政局变化，乃于1925年10月13日在张家口召开了内蒙古人民革命党第一次代表大会，内蒙古各盟、部、旗约100多名代表出席大会，一些蒙古族青年列席大会；共产国际驻内蒙古代表奥齐罗夫、中国国民党代表李烈钧（中国国民党中央执行委员）、中国共产党代表王仲一（中共张家口地委组织委员）、江浩（中共张家口地委宣传委员）、冯玉祥的国民军代表张之江（察哈尔都统）、蒙古人民革命党代表丹巴道尔吉（蒙古人民革命党中央委员会委员长）等人出席大会。大会制定了内蒙古人民革命党的党纲、党章，选举产生了由14名执行委员、7名候补执行委员组成的内蒙古人民革命党中央执行委员会，并从中产生7名常务委员。白云梯出任中央执行委员会委员长，郭道甫任秘书长，金永昌任代理组织部长；白云梯、郭道甫、金永昌、福明泰、乐景涛、包悦卿、李丹山等7人为执委会常务委员；伊克昭盟“独贵龙”运动领导人旺丹尼玛、锡尼喇嘛和中国共产党党员吴子徵、外蒙古的宝音鄂木合（笔名齐庆毕力格图）、阿拉塔·那木斯赖（Алтан Намсрай，通称阿拉塔，应是蒙古革命後担任蒙古人民党机关刊物总编的巴彦·那木斯赖）、共产国际的奥齐罗夫等人当选为执行委员，中国共产党党员李裕智、吉雅泰等人当选为候补执行委员；中国共产党党员佛鼎、多松年、乌兰夫、王瑞符等参加了此次大会。大会通过了一系列决议，还决定成立内蒙古人民革命军、内蒙古军官学校，创办《内蒙国民旬刊》（人民旬刊）、《内蒙画报》。
内蒙古人民革命党第一次代表大会发表了《告全体民众宣言书》，其中认为帝国主义的侵略及帝国主义支持中国军阀混战，军阀实行专制统治，蒙古王公同军阀、官僚、奸商之间相互勾结，是蒙古民族在民国时期的灾难根源，也是汉族人民苦难的来源；蒙古族和汉族被压迫人民有共同命运。只有使1911年的革命彻底完成，方能振兴中国、拯救民众，实现民族平等自由、解放。内蒙古人民革命党将着力建立蒙古族和汉族被压迫人民的联合，完成共同的革命事业。
《告全体民众宣言书》提出了内蒙古人民革命党的政治主张：“中国境内的各民族人民，争取自主决定和管理自己事务之权；中国人民消灭帝国主义和国内贪婪残暴者，建立真正的民权政府之时，内蒙古的蒙古人也要建立民权革命政府；广大民众不分男女，均有平等参政之权。”内蒙古人民革命党的近期的政治目标及各方面政策措施有，主张“废除蒙古王公札萨克制度，建立民选政权；蒙古王公贵族所有之土地，移交民选政府；蒙汉杂居地区之土地，协商解决；禁止由民众偿付王公上层所欠汉商和外国商人之债务；成立人民互助合作社，改善人民生活；创办国立蒙古语高、中、初级学校，贫民子弟免费受教育；发展医疗卫生，保障人民健康；创办兽医机构，防治牲畜疫病；宗教信仰自由，禁止以宗教名义向人民摊派差徭。”
内蒙古人民革命党（一些文献译为“内蒙古国民革命党”）是共产国际的同情党。此外，丹巴道尔吉在报告中曾提到“1925年5月内蒙古国民党改名为内蒙古人民革命党”一事，对此可以从两方面解释，一是内蒙古国民党与新成立的内蒙古人民革命党正式合并，二是受1925年3月蒙古人民党改名为蒙古人民革命党的影响，内人党也在党名内加入“革命”一词。如果按照后一种解释，“内蒙古人民革命党于1924年成立”这个说法是不正确的，党的初始名称也应该是“内蒙古人民党”。

### 早期活动
内蒙古人民革命党是以蒙古人民革命党为榜样成立的，后者建立并统治着蒙古人民共和国；两党密切合作，且他们均由共产国际和苏共监督。内蒙古人民革命党的创始人包括来自巴尔虎（呼伦贝尔）的郭道甫（墨尔色）和其他几个年轻人。内蒙古人民革命党成立后，在共产国际的指导以及中国共产党的配合下，在内蒙古发动了蒙古民族解放运动。因奉系在内蒙古东部的袭扰，内蒙古人民革命党的活动中心逐渐转至内蒙古西部。1926年8月，内蒙古人民革命党中央领导机关迁至包头，此后该党在伊克昭盟和乌兰察布盟的活动十分活跃。1926年10月，内蒙古人民革命党在包头召开了伊克昭盟和乌兰察布盟代表会议，会议作出了发展党务的各项决定，推动了该党的发展。仅伊克昭盟便成立了34个区党部，发展党员3000多名，连同其他盟旗共达到6000多名党员。
1925年底，内蒙古人民革命党在内蒙古东部克什克腾旗成立了共600多人的蒙古族武装——内蒙古特别国民军第一纵队，配合冯玉祥的国民军同奉系作战。1926年底，在包头正式成立了共有将近2000人的内蒙古人民革命军，旺丹尼玛担任总司令，李裕智担任副总指挥；同时还成立了内蒙古军官学校，王瑞符（中共党员、黄埔军校第二期学生）任校长。此外，在锡尼喇嘛的领导下，伊克昭盟乌审旗成立了旗党部，下属共17个党支部700多名党员，组建了内蒙古人民革命军第12团，推翻了王公札萨克政权，成立了人民革命政权——公会，并实施了一系列革命政策。
1926年底，内蒙古人民革命党中央领导机关迁至宁夏银川。此后该党又开始在阿拉善旗大力活动。1928年6月上海《民国日报》称，农牧民中的内蒙古人民革命党党员有8000多人，军队中的内蒙古人民革命党党员有5000人左右，合计达1.2万人。

### 乌兰巴托特别会议与党的分裂
1927年中国国民党清党后，在共产国际代表阿木嘎耶夫的主持之下，1927年8月10日开始在蒙古人民共和国首都乌兰巴托召开了内蒙古人民革命党特别会议，执行委员会委员白云梯、郭道甫、金永昌、李丹山、福明泰、乐景涛等，以及来自内蒙古伊克昭盟、乌兰察布盟、哲里木盟、卓索图盟、察哈尔、呼伦贝尔等地的代表共40多人出席大会。当时在莫斯科中山大学留学的内蒙古学生乌力吉敖喜尔、白永伦等人，以及蒙古人民革命党的丹巴道尔吉也出席了大会。
会议总结了内蒙古人民革命党的工作，在此过程中，以白云梯为首的“喀喇沁派”同以郭道甫为首的“达斡尔派”在党的领导权问题上发生争执。据乌力吉敖喜尔回忆，丹巴道尔吉在会上出面调停了双方的矛盾。会议随即批评了白云梯、郭道甫在工作中所犯的错误及他们之间进行宗派斗争的恶果，统一全党思想，重申党的纲领，确定该党的方针和任务。会议大幅度改选了中央领导机构，撤销了白云梯的中央委员会委员长职务，撤销了郭道甫的秘书长职务，将白云梯和郭道甫均降为中央委员；撤销了追随白云梯的金永昌、李丹山的中央常委、执委职务，并开除出中央委员会；选锡尼喇嘛的战友孟和乌力吉担任中央委员会委员长，白永伦为秘书长，孟和乌力吉、白永伦、福明泰、布尼雅巴色尔、白海风为常务委员，组成了新的中央常务委员会。新的中央领导机构设在乌兰巴托。重申了反帝、反封建、反国民党大汉族主义政策的民族民主革命纲领，决定把该党的汉语名称由“内蒙古国民革命党”改为“内蒙古人民革命党”，而蒙古语名称未变。
会上，丹巴道尔吉曾经认为应当将白云梯、郭道甫保留在中央执行委员会，但共产国际代表阿木嘎耶夫称，内蒙古人民革命党的事情由内蒙古自主解决，阻止丹巴道尔吉出面干预。会后，在丹巴道尔吉的保护下，白云梯、金永昌、李丹山等人安全返回宁夏。
1927年9月，白云梯等人返回宁夏后，由于对共产国际的干涉十分不满，乃发表了《内蒙古国民党反共宣言》，宣布反苏反共，通缉共产党员，杀害中国共产党党员李裕智，把该党右翼集团改为中国国民党内蒙古党部。后赴南京投靠蒋介石。

### 军事暴动的失败与党的瓦解
1928年4月，阿拉善旗爆发了德钦一心诺尔布领导的旨在推翻该旗王公政权的军事暴动，成立了政务委员会和国民革命军蒙兵第二路司令部，并宣布了四项革命政策。该旗札萨克王爷塔旺布里甲拉同南京国民政府进行联络，最终推翻了为时7个多月的革命政权，德钦一心诺尔布也于1932年被捕并遭到杀害。
1928年8月，乌兰察布盟西公旗爆发了恩克巴雅尔领导的军事暴动。在部队向蒙古人民共和国边境转移过程中的作战中，恩克巴雅尔阵亡，暴动失败。
1928年7月，内蒙古人民革命党中央常委福明泰、中央执委郭道甫发动了呼伦贝尔暴动，后来黑龙江当局派军队围剿，经东三省保安总司令张学良斡旋，谈判结束了此次暴动。随着暴动失败，内蒙古人民革命党留在乌兰巴托的成员中的“巴尔虎派”遭到严重挫折。
此外，新的内蒙古人民革命党中央领导人在伊克昭盟乌审旗举行了秘密会议，部署恢复蒙古民族解放运动。自蒙古人民共和国派回内蒙古的党员，也在乌兰察布盟、察哈尔盟、昭乌达盟、哲里木盟开展活动。但是，由于新的党中央设在蒙古人民共和国，后来该党领导人分散在内蒙古各地，缺乏党的指挥中心。1931年九一八事变后，共产国际察觉内蒙古人民革命党新的中央领导陷入了“泛蒙古主义”。共产国际认为“泛蒙古主义”是日本扩大侵略的工具，1933年4月通告中共中央“应坚决同反动的泛蒙古主义作斗争”。在这样的情况下，这个党已不可能再有什么作为。习仲勋在《乌兰夫同志永远活在各族人民心中》一文中说：“早在大革命时期，在我党支持下，就建立了‘内蒙古国民革命党’，1927年改为‘内蒙古人民革命党’，后被第三国际宣布解散。”仅剩下一部分党员以个人身份在各地继续活动，部分党员转入中国共产党领导的革命中。

### 重建和结束
1945年抗日战争结束后，内蒙古东部的部分内蒙古人民革命党老党员和革命者，与蒙古族青年，以及原在满洲国兴安省任职的蒙古族上层人士、军官，于1945年8月18日在兴安盟王爷庙召开会议，哈丰阿、博彦满都、特木尔巴根等提出恢复内蒙古人民革命党，并且成立了内蒙古人民革命党东蒙古本部。“内蒙古人民革命党”制定了民族、民主革命纲领，发动了东蒙自治运动，组成了“内蒙古人民解放委员会”，发表了《内蒙古人民解放宣言》。并以原满洲国兴安军官学校起义官兵为基础，组织蒙古族武装力量。1945年10月5日成立内蒙古人民革命青年团。
同时，中国共产党领导的内蒙古自治运动在内蒙古中部兴起。1945年11月在张家口成立了中国共产党领导的内蒙古自治运动联合会。
1946年1月16日，东蒙古人民代表会议在兴安盟陶赖图葛根庙召开，宣布东蒙古人民自治政府成立。博彦满都任主席，哈丰阿任秘书长，特木尔巴根任经济部长，阿思根任内防部长。同时，成立了兴安盟政府，乌云达赉任盟长。两政府均驻王爷庙，兴安总省自行取消。会议宣布成立东蒙古人民自治军。 以兴安、哲里木、昭乌达、卓索图四盟，呼伦贝尔、布特哈二部，依克明安旗、齐齐哈尔、苏鲁克旗为管辖范围，“实行高度民族自治”。这是一个"自治共和国"式的，具有"半独立性"的政权，其主张在内蒙古人民革命党领导下走"独立自治"道路。其方向是朝着独立去的，国民党及国内外舆论反对声一片，结果连中共中央也认为其“纲领过左，我们不能赞助……如有可能，并应劝告其改变方针”。
1946年1月25日，东蒙古人民自治政府内防部部长、东蒙自治军司令员阿思根、兴安南部地区主任乌力图与中共领导的东北民主联军西满军区司令员吕正操、政委李富春（兼中共西满分局书记），在郑家屯磋商。阿思根等人开始认为他们有自己的党团组织、政府和军队，对共产党的汉族干部不够信任。经吕正操等人和阿思根多次推心置腹地交谈，反复讲述中共的民族政策，双方最终就东蒙地区的地位和东蒙军队的领导等重要问题达成共识，签署了协定，史称《吕阿协定》。 内容概括为：（一）东蒙自治军接受东北民主联军西满军区的领导和指挥，共同打击反动武装；（二）西满军区向东蒙自治军派驻政治工作人员，开展政治工作；（三）西满军区为东蒙自治军提供武器、弹药和部分给养。 
1946年2月15日，东蒙古“小呼拉尔”成立。包括兴安省、哲里木省、昭乌达省、呼伦贝尔省、纳文慕仁省共六省（实际呼伦贝尔并未参与）。东蒙古人民自治政府制定《赋课要纲》，其总原则是：根据东蒙古地区政治、经济形势发展的需要，确保财政收入，保持税源之弹性，使之与其它各项经济政策相调和，又谋人民负担之均衡，创设符合民生之新赋课制度，废除伪满时期的旧赋课制度。在呼伦贝尔地区、纳文幕仁盟、兴安盟、锡林郭勒盟，察哈尔盟和王爷庙、突泉县等五个盟(地区)、三十二个旗、一个县、三个县级市征收营业税、出产粮食税、酒税、不动产税、牲畜税、契税、油脂税。 
1946年2月25日，东蒙古妇女协会在王爷庙成立，参加会议的妇女代表80多名。阿荣英当选为协会会长。
1946年3月1月，内蒙古人民革命党正式宣布解散。
1946年4月3日，内蒙古自治运动联合会代表团代表与东蒙古人民自治政府代表团代表在承德召开内蒙古自治运动统一会议。会议确定了内蒙古自治运动的方针是平等自治，而不是独立自治；内蒙古自治运动联合会为内蒙古自治运动的统一领导机构，统一领导内蒙古地区的武装部队；撤销东蒙古人民自治政府，成立内蒙古自治运动联合会东蒙古总分会和西蒙古总分会，东蒙古总分会主任哈丰阿，西蒙古总分会主任奎璧。会议选举联合会执行委员会委员，执委由25人增选至63人，候补执委由2人增选至12人，并由执委中推选出常委26人，云泽(乌兰夫)为执行委员会主席兼常委会主席，博彦满都为副主席，刘春为秘书长，哈丰阿为副秘书长，联合会下设8部1处。会议还通过了《内蒙古自治运动统一会议主要决议》，决定内蒙古人民革命党宣告解散。从此统一了内蒙古东西部地区的自治运动，此次会议史称“四·三”会议。 
1946年4月5日，中共东蒙古工作委员会在王爷庙成立，张策任工委书记。 
1946年4月8日，中共热北地委与东蒙古人民自治政府所属昭乌达省政府代表在林西谈判成功，达成《昭乌达行政问题蒙汉关系解决办法》，昭乌达省政府接受中国共产党的领导；同时，中国共产党派人接管巴林右旗。昭乌达省辖有开鲁、林西，经棚三县、林东汉民自治区和克什克腾、巴林左、巴林右、阿鲁科尔沁、扎鲁特五旗。 
1946年5月26日，东蒙人民自治政府在王爷庙街召开东蒙第二次临时代表大会。会议坚决贯彻“四三”会议精神，宣布撤销东蒙人民自治政府，成立兴安省政府和内蒙古自治运动联合会东蒙分会；哈丰阿当选内蒙古自治运动联合会东蒙总分会负责人。
至此，中共领导的内蒙古地区实际分为四部分：
- 东蒙的兴安省（包括兴安盟、哲里木盟、纳文慕仁盟、呼伦贝尔盟）：受东北局西满分局领导；
- 中部的昭乌达盟、卓索图盟：分别受晋察冀中央局冀热辽分局（1947年3月30日根据中共中央决定，冀热辽中央分局由晋察冀中央局划出归东北局领导，改称冀察热辽中央分局）的热北地委、热东地委领导；
- 西蒙的察哈尔之察哈尔盟、锡林郭勒盟及绥远之乌兰察布盟及巴彦塔拉盟，在晋察冀中央局之下成立内蒙古党委。下设锡察工委及巴乌工委。
- 伊克昭盟部分地区，受西北局领导。

1946年底，国民党军队掌握战局主动权，深入到西满的郭前旗、长岭县、通辽、热河北部与察哈尔北部解放区纵深的蒙族牧区。为避免倒向国民党阵营，经蒙古族领导人一再呼吁，中共中央最终决定“联合东蒙西蒙成立一地方性的高度自治政府”，内蒙古实行统一自治。在这种背景下，蒙古人民共和国《蒙古真理报》驻王爷庙记者班斯勒格其鼓动一些人要求重建内蒙古人民革命党，领导内蒙古工作。理由是内蒙古经济落后，没有产业工人，不宜建立共产党。乌兰夫等人不同意这种主张，而是倾向于在内蒙古直接发展中共党员，不必另行建党。乌兰夫认为，“外蒙基本上是游牧区”，所以建立的政党是蒙古人民革命党。而“内蒙基本上是农业经济作主导”，1927年国共关系破裂后内蒙古人民革命党及其他政党都“中途逃跑了，只有共产党始终坚持下来”，因此，无论从经济条件上说，还是从历史上看，均不应在中共之外另组其他政党。况且，“苏联是多民族的国家，也没有一个民族有一个党”。随后，乌兰夫向中共中央建议，成立中共内蒙古分局或中共内蒙古委员会，受东北局领导。1947年3月18日，中共中央撤出延安，开始了一年余的转战陕北历程，难以及时准确了解内蒙古的实际情况。1947年3月23日周恩来代中共中央起草复电，只好在同意乌兰夫的上述提议之余，又表示尚可留下余地：“如果内蒙人民中积极分子主张解散内蒙自治运动联合会而组织内蒙人民革命党，我们应予以赞助，并以中共分子加入成为领导核心，如果时机尚未成熟，亦还应暂时保存内蒙自治会作为向西蒙活动的人民团体。”东北局、西满分局作为王爷庙当局的直接上级，更了解实际情况，旗帜鲜明的表示了意见。
转战陕北的中共中央迟至4月18日才答复东北局4月1日发来的《中共中央东北局关于对内蒙自治问题的意见向中央的请示》，即《中共中央关于内蒙古自治问题给东北局的复示》，认为不组织内蒙古人民革命党而保留内蒙古自治运动联合会，此意甚好。中共中央指示应立即成立中共内蒙古工作委员会。但几天后的4月23日，中共中央答复乌兰夫4月12日的电报、东北局4月18日的请示电时，发觉内蒙古领导层内部争论发展如此激烈的程度，因而给出上、下两种策略供东北局“根据实况商定之”：
- 上策便是以内蒙自治运动联合会代替内蒙古人民革命党，作为“内蒙人民群众组织”，中共“从中领导”；
- 如果势不得已，则“不如采取积极态度”，以中共为中心来建立内蒙古人民革命党，“领导其向革命发展”。同时，“保持内蒙[中国]共产党的独立组织与发展”，是为下策。

4月25日，中共中央再次电复东北局，表示同意东北局4月18日电的意见，即大体采用中共中央4月23日电的下策。
1947年4月23日内蒙古人民代表会议在王爷庙开幕。决定成立内蒙古自治政府。
1947年5月26日，东北局成立“内蒙古共产党工作委员会”，乌兰夫任书记，刘春、奎璧、克力更、王再天、王逸伦、哈丰阿、特木尔巴根、王铎等为委员。刘春回忆，当他们接到东北局要求成立上述组织的电报后，以为是译电员翻译错了党组织的名称，还特地向东北局求证此事。1947年6月初，内蒙古共产党工作委员会根据东北局意见作出《关于建党问题及党内团结的决议》，决定在内蒙古共产党工作委员会之外不再建立任何“外围党”。

## 党歌
《全内蒙古之歌》是内蒙古人民革命党党歌，由该党早期领导人郭道甫创作。歌词如下：
把我们庄严的红旗，飘扬在高耸的山顶上，

要把衰亡的索伦、达斡尔人，振作精神的是人民的党。

把我们白星红旗，迎风招展在长城墙外，

要把散漫的察哈尔、锡林郭勒人，强健起来的是人民的党。

把我们光辉红旗，高举在世界上，

要把我们苦难的卓索图昭乌达人，励志起来的是人民的党。

把我们快乐的红旗，飘扬在西风中，

要把衰落的巴尔虎、哲里木人，成为英雄的是人民的党。

把我们威严的红旗，飘扬在东风中，

要把没落的西土默特，踊跃发展的是人民的党。

把我们闻名的红旗，高举在金色的世界上，

要把临危的鄂尔多斯、乌兰察布，拯救援助的是人民的党。

把我们黑杆红旗，从黑墙上升起，

要把被压迫的阿拉善、额济纳，保护起来的是人民的党。

把我们强大的红旗，插到山顶之上，

要把可怜、粗犷的青海人，强壮起来的是人民的党。

把我们共和红旗，覆盖在整个地球，

要让全内蒙古蒙旗获得权利的是人民的党。

## 内人党事件
在文化大革命中，内蒙古自治区曾经发生过“内人党事件”，以镇压旧内人党人以及虚构的“新”内人党为运动的焦点，导致34万多人遭迫害，16222人被迫害致死。